# Strip Mall

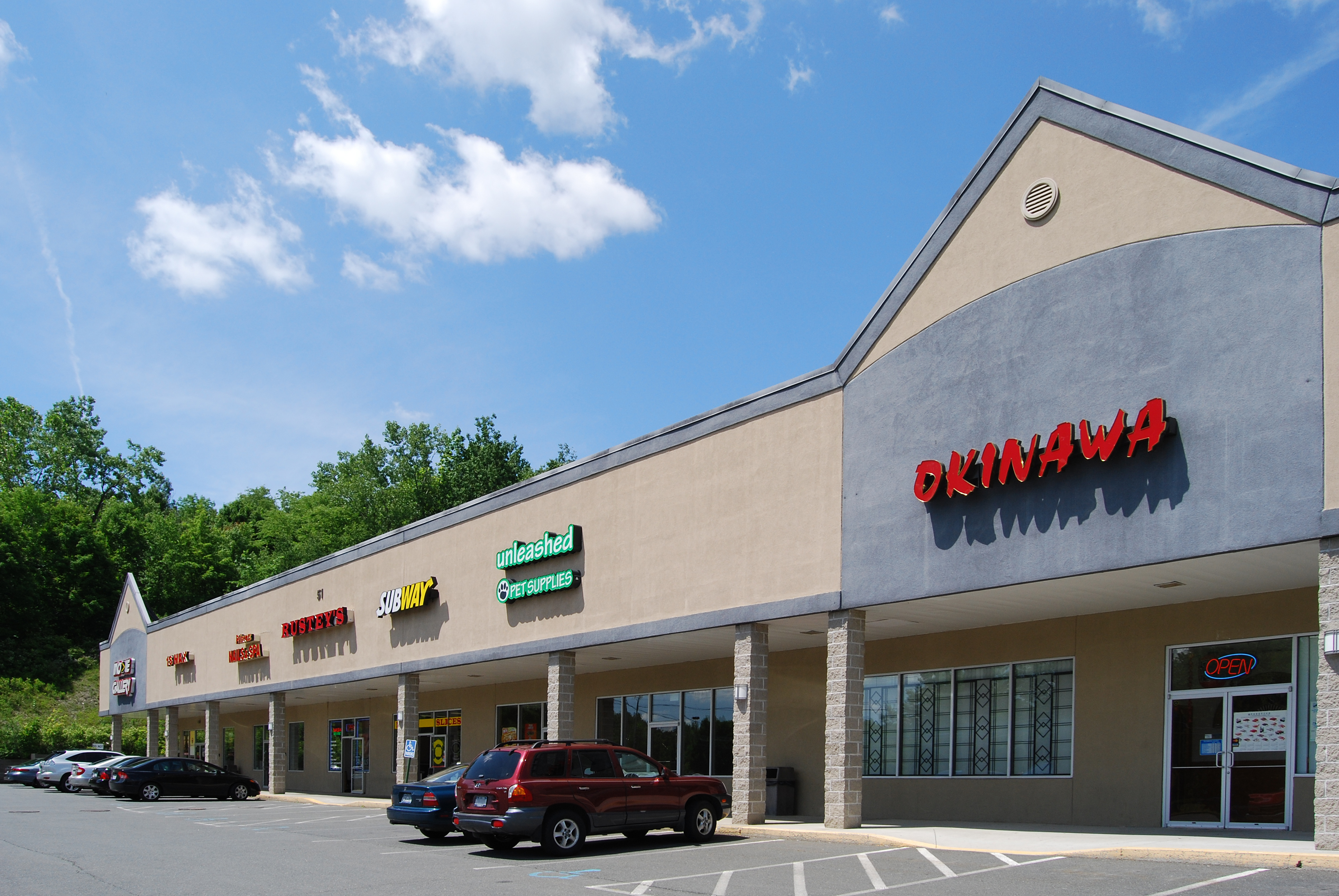
Strip Mall v USA

Strip Mall (někdy také Shopping Strip) je typ obchodního centra, které obsahuje různé maloobchody v jedné řadě vedle sebe a každý obchod má vlastní vstup ze společného venkovního chodníku. Před obchody se vždy nachází parkoviště. Většinou obsahují pouze menší obchody, případně jeden větší obchod. Strip mally se budují zejména u hlavních silnic nebo na okraji měst. Největší počet Strip Mallů se nachází v USA a jejich rozloha je nejčastěji 420 m2 až 9300 m2. První strip mally se začaly objevovat od roku 1920 v USA s rozšířením automobilové dopravy.

## Výhody
- Obvykle nižší nájem za jednotku (zejména v USA) oproti běžným obchodním centrům.
- Odpadá vytápění/chlazení společných chodeb mezi obchody.
- Viditelnost obchodů a jejich reklam přímo z ulice.
- Pohodlí pro zákazníky. Parkování přímo před daným obchodem, který chce kupující navštívit. Odpadá parkování automobilu na velkém parkovišti.

## Nevýhody
- Strip Mally jsou primárně určeny pro zákazníky s automobily. Dostupnost pro pěší zákazníky, a někdy i pro ty, používající MHD, je omezená.
- Počasí snižuje komfort při nakupování ve více obchodech, jelikož vchod do každého obchodu je z venkovního chodníku
- Z urbanistického hlediska strip mall přispívá k častějšímu používání automobilů a také přispívá ke snižování počtů maloobchodů v centrech měst.

## Strip Mally v Česku
V České republice v posledních letech vznikají desítky strip mallů, zejména kolem Prahy nebo jiných velkých měst. V roce 2020 bude například otevřen Strip Mall Spektrum v Čestlicích. Jako strip mall lze také částečně označit Fashion Arenu v Praze.

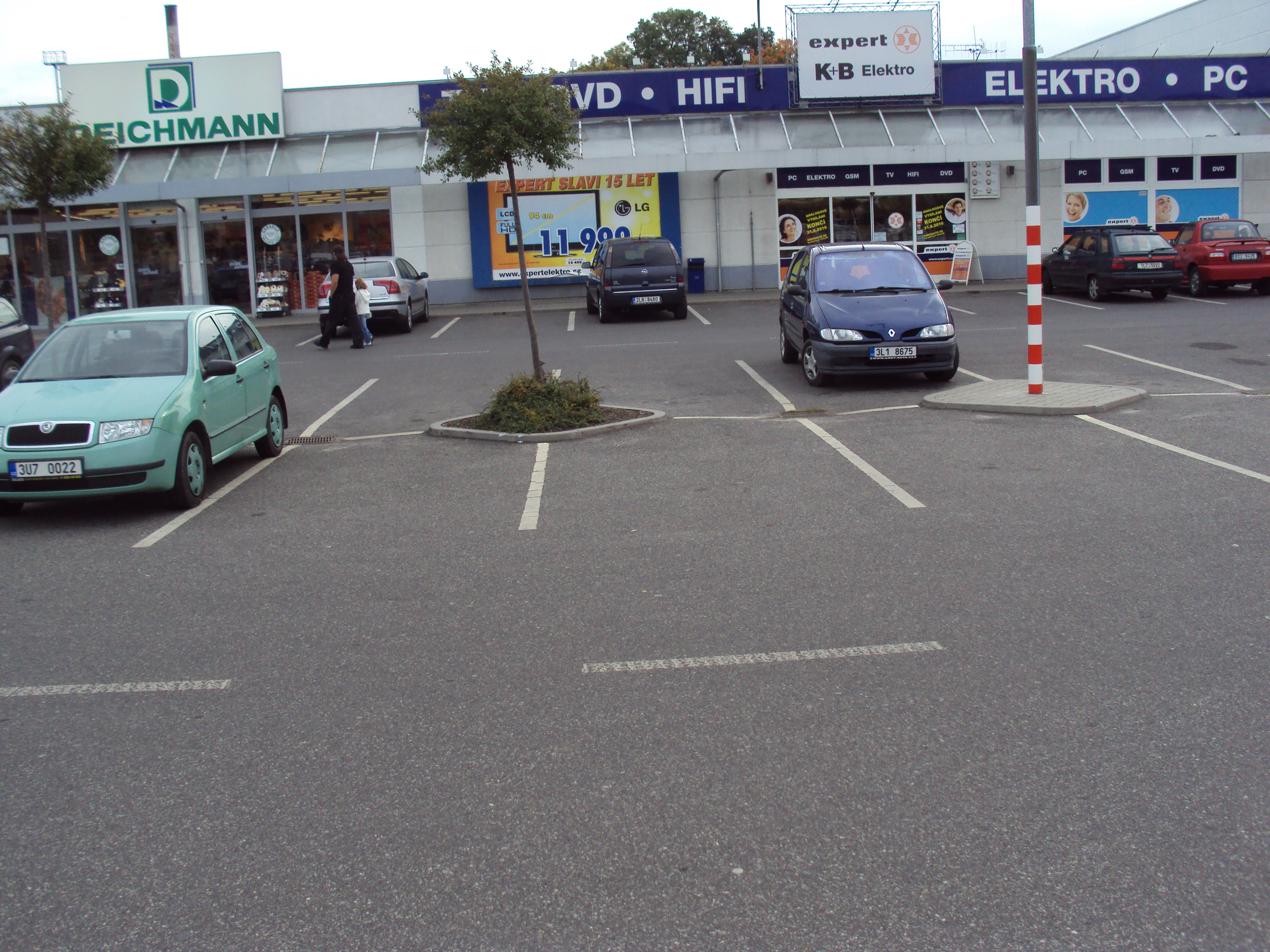
Strip Mall v ČR